# Домініка на літніх Олімпійських іграх 2012
Домініка на літніх Олімпійських іграх 2012 у Лондоні була представлена двома спортсменами (1 чоловіком та 1 жінкою) в одному виді спорту: легкій атлетиці. Прапороносцем на церемонії відкриття Олімпійських ігор був бігун Ерісон Гертолт, а на церемонії закриття бігунка Луан Габріель.
Країна вп'яте взяла участь у літніх Олімпійських іграх. Жодної медалі олімпійці Домініки не завоювали.

## Спортсмени
| Дисципліна     | Чоловіки | Жінки | Разом |
| -------------- | -------- | ----- | ----- |
| Легка атлетика | 1        | 1     | 2     |
| Разом          | 1        | 1     | 2     |

## Легка атлетика
Трекові та шосейні дисципліни
| Спортсмен      | Дисципліна      | Гіт       | Гіт   | Півфінал   | Півфінал   | Фінал      | Фінал      |
| Спортсмен      | Дисципліна      | Результат | Місце | Результат  | Місце      | Результат  | Місце      |
| -------------- | --------------- | --------- | ----- | ---------- | ---------- | ---------- | ---------- |
| Ерісон Гертолт | 400 м, чоловіки | 46.05     | 30    | не пройшов | не пройшов | не пройшов | не пройшов |
| Луан Габріель  | 200 м, жінки    | 24.12     | 47    | не пройшла | не пройшла | не пройшла | не пройшла |